# آرامگاه آقا سید ستون شلمان
بقعه آقا سید ستون شلمان مربوط به دوره قاجار است و در شهرستان لنگرود، ۱۵۰ متری جنوب جاده ترانزیت واقع شده و این اثر در تاریخ ۲ آبان ۱۳۸۲ با شمارهٔ ثبت ۱۰۵۹۵ به‌عنوان یکی از آثار ملی ایران به ثبت رسیده است.